# Nahuja

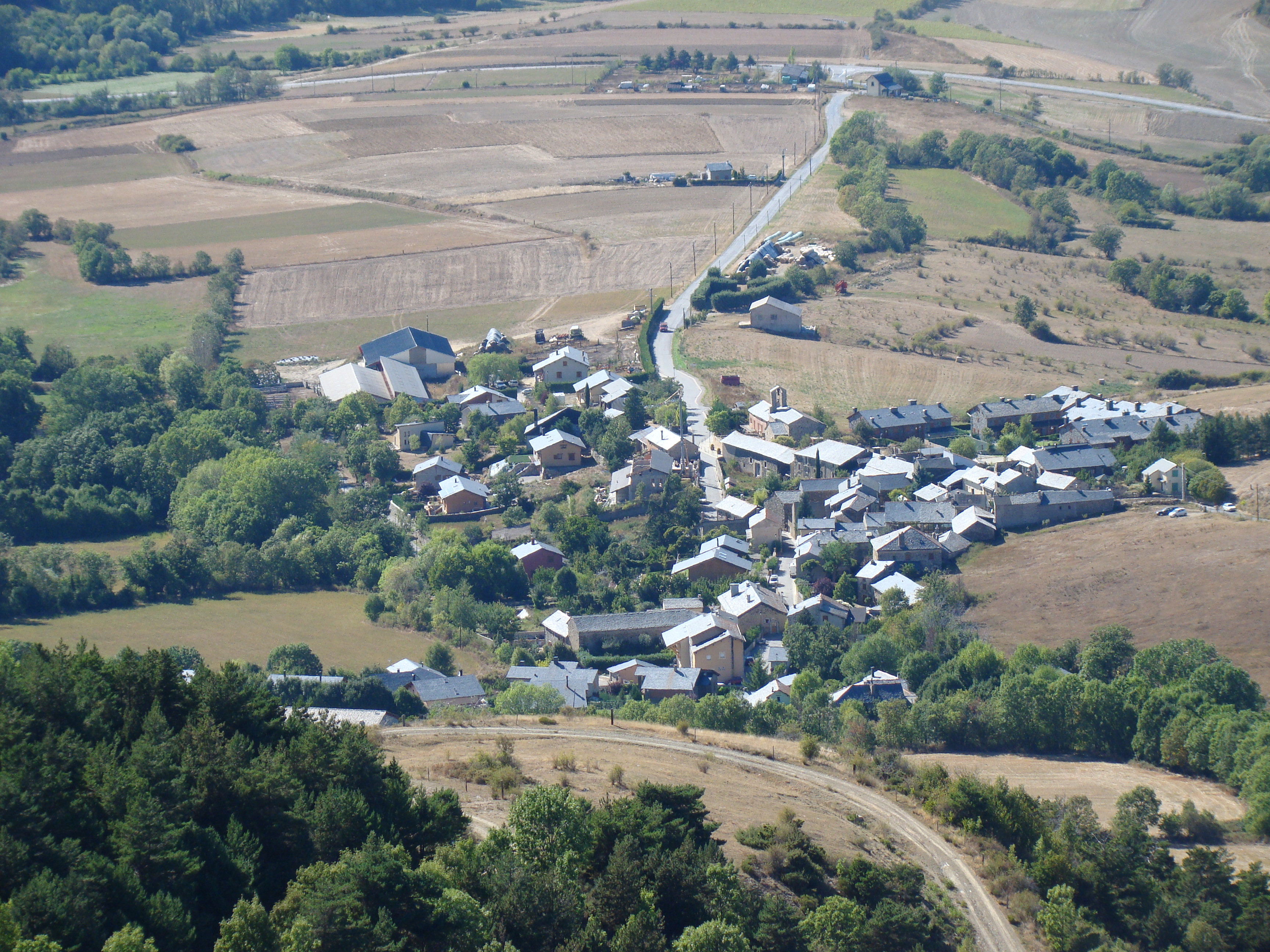
Nahuja

Nahuja là một xã ở tỉnh Pyrénées-Orientales trong vùng Occitanie, phía nam nước Pháp. Xã này nằm ở khu vực có độ cao trung bình 1350 mét trên mực nước biển.